# 檬果毛管蚜
檬果毛管蚜（学名：Greenidea mangiferae）为毛管蚜科毛管蚜屬下的一个种。